# مئير
مئير أو مقابر مير هو موقع أثري في مصر الوسطى في محافظة أسيوط يقع على الضفة الغربية لنهر النيل . وهنا مقابر حكام وعمد وكهنة كوساي من الدولة المصرية القديمة والوسطى.
سميت المقبرة على اسم قرية مئير